# نیلز اولاو فلدهایم
نیلز اولاو فلدهایم (انگلیسی: Nils Olav Fjeldheim؛ زادهٔ ۱۸ آوریل ۱۹۷۷) قایقران کایاک اهل نروژ است. او در دو المپیک سیدنی ۲۰۰۰ و آتن ۲۰۰۴ شرکت کرد و در آزمون K2 هزارمتر در آتن ۲۰۰۴ به مدال برنز دست یافت.